# Прая де Аталанта
Прая де Аталанта - пляж на північному узбережжі острова Боа-Вішта в Кабо-Верде. Це приблизно 6 км на північний схід від столиці острова Сал-Рей та 3 км на захід від гори Віжіа. Тут знаходяться уламки іспанського вантажного судна "Кабо Санта Марія", який сів тут на мілину 1 вересня 1968 року.  
Пляж є частиною природного заповідника Boa Esperança, який також включає пляжі Собрадо і Копінья.

## Зовнішні посилання
- Кабо де Санта Марія на сайті cabo-verde-foto.com, англійською, німецькою та португальською мовами